# Bobeatîn, Sokal
Bobeatîn (în ucraineană Боб'ятин) este localitatea de reședință a comunei Bobeatîn din raionul Sokal, regiunea Liov, Ucraina.

## Demografie
Componența lingvistică a localității Bobeatîn
     Ucraineană (100%)
Conform recensământului din 2001, toată populația localității Bobeatîn era vorbitoare de ucraineană (100%).